# Гі Маршан
Гі Маршан (фр. Guy Marchand; нар. 22 травня 1937, Париж, Франція — 15 грудня 2023) — французький музикант, співак, актор. Неодноразовий номінант та лауреат премії «Сезар» 1982 року за найкращу чоловічу роль другого плану у фільмі «Під попереднім слідством» .

## Біографія
Народився в Парижі 22 травня 1937 року у сім'ї залізничника. В дитинстві, захопившись музикою, самотужки опанував кларнет. Музичну кар'єру починав як крунер (від англ. croon — муркотати — вокаліст, що дотримується принципів свінгового фразування), виконавець у блюзовій і свінговій манері. Перший успіх прийшов до Маршана влітку 1965 року, коли він випустив пісню «La Passionata». Серед інших відомих композицій співака — «Ich Liebe Dich Marlène» (1969) та пісня-попурі «Hey, crooner».

## Робота в кіно
З кінця 1960-х Ґі Маршан знімається в кіно. Його дебют відбувся у фільмі «Щонайдовший день», але всі сцени з його участю були вирізані. Лише через 9 років стався його справжній кінодебют у фільмі Робера Енріко «Ромовий бульвар» (1971) у партнерстві з Ліно Вентурою та Бріжіт Бардо. Потім Маршан знявся у фільмі Франсуа Трюффо «Така красуня як я» (1972), але справжня популярність прийшла до актора після успіху комедії Жан-Шарля Таккели «Кузен, кузина». Після цього фільму до нього приклеївся ярлик «латинського коханця». Проте йому вдалося зламати цей образ, виконуючи ролі звичайних людей: простого поліціанта в «Ніжному поліцейському» (1977) та рекламника, якому зрадила дружина, у стрічці «Лулу» (1980).

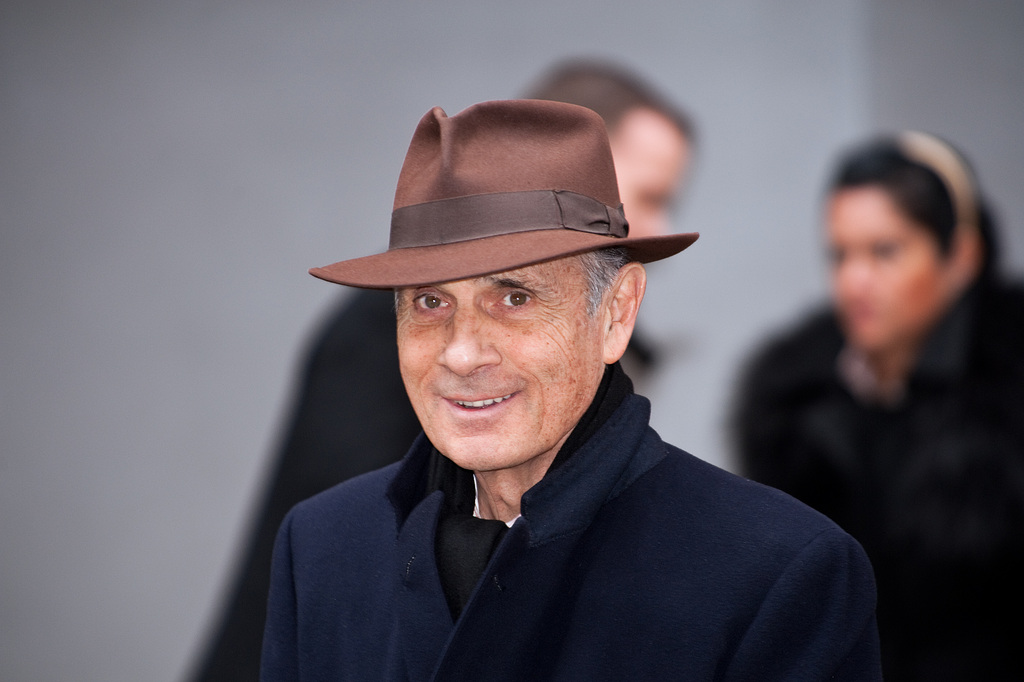
Гі Маршан на Берлінському МКФ, 2010

У 1980-ті роки Маршан грав переважно другорядні ролі, здебільшого «поганих хлопців», серед яких військовик-расист у «Бездоганній репутації» (1981), грубий слідчий, напарник героя Ліно Вентури у фільмі «Під попереднім слідством» (1981), за що отримав премію «Сезар», злочинець у «Смертельній поїздці» (1983), злодій у «Сімейній раді» (1986), цинічний власник гаража у стрічці «Наприкінці літа» (1987) або продажний поліцейський у «Відчиніть, поліція! 2» (1989).
1981 року вперше з'явився у фільмі «Нестор Бурма, детектив-шок», де втілив образ помічника приватного детектива Нестора Бурми у виконанні Мішеля Серро. Через 10 років актор сам зіграє цю роль на телеекрані в однойменному телесеріалі.
Від 1990-х років Маршан дедалі рідше з'являвся на кіноекранах, оскільки знову присвятив себе в основному музиці та роботі на телебаченні.
У 2006 році повернувся в кіно, знявшись у фільмі Крістофа Оноре «Паризька історія». Наступного року з'явився у драмі Гаеля Мореля «Життя після нього». Того ж 2007-го вчетверте був номінований на «Сезара» за найкращу чоловічу роль другого плану у фільмі Крістофа Оноре «Паризька історія» (2006).

## Особисте життя
З 2007 року Ґі Маршан одружений із росіянкою з Сибіру на ім'я Аделіна, котра набагато молодша за нього. Місцем свого постійного проживання актор обрав місто Люберон в Аквітанії, на півдні Франції, де займається розведенням коней.
Окрім музики та роботи в кіно й на телебаченні Маршан займався боксом, спортивними перегонами на автомобілях (у складі Star Racing Team), парашутизмом
Ґі Маршан випустив книжки «Le Guignol des Buttes-Chaumont» (2007, автобіографія), «Un rasoir dans les mains d'un singe» («Бритва в руках мавпи», 2008), «Le Soleil des enfants perdus» («Сонце загублених дітей», 2012) та «Calme-toi, Werther !» («Заспокойся, Вертер», 2014).

## Фільмографія (вибіркова)
Упродовж своєї кар'єри Ґі Маршан знявся в понад 100 кіно-, телефільмах, серіалах.

| Рік       |    | Українська назва           | Оригінальна назва                 | Роль                                      |
| --------- | -- | -------------------------- | --------------------------------- | ----------------------------------------- |
| 1971      | ф  | Ромовий Бульвар            | Boulevard du Rhum                 | Рональд                                   |
| 1972      | ф  | Такая красотка как я       | Une belle fille comme moi         | Роджер, відомий як Сем Голден             |
| 1975      | ф  | Кузен, кузина              | Cousin cousine                    | Паскаль                                   |
| 1976      | ф  | Оберезно — очі!            | Attention les yeux!               | Боб Панзані                               |
| 1976      | ф  | Супершахрай                | Le grand escogriffe               | Марсель                                   |
| 1976      | ф  | Акробат                    | L'acrobate                        | Робер Потьє, на прізвисько Рамон ле Гомін |
| 1978      | ф  | Ніжний поліцейський        | Tendre poulet                     | Беретті                                   |
| 1980      | ф  | Лулу                       | Loulou                            | Андре                                     |
| 1980      | ф  | Велика червона одиниця     | The Big Red One                   | капітан Шап'є                             |
| 1981      | ф  | Під попереднім слідством   | Garde à vue                       | Марсель Бельмон, інспектор поліції        |
| 1981      | ф  | Крайній Південь            | Plein sud                         | Макс Муано                                |
| 1981      | ф  | Бездоганна репутація       | Coup de torchon                   | Шавассон                                  |
| 1982      | ф  | Дурні на канікулах         | Les sous-doués en vacances        | Поль Мемфіс                               |
| 1982      | ф  | Нестор Бурма, детектив-шок | Nestor Burma, détective de choc   | Марк Кове                                 |
| 1983      | ф  | Смертельна поїздка         | Mortelle randonnée                | блідий чоловік                            |
| 1983      | ф  | Кохання з першого погляду  | Coup de foudre                    | Мішель Корський                           |
| 1985      | ф  | Пограбування               | Hold-Up                           | Жорж                                      |
| 1986      | ф  | Сімейна рада               | Conseil de famille                | Максимільян Фокон                         |
| 1986      | ф  | Ненавиджу акторів          | Je hais les acteurs               | Егельгофер                                |
| 1986      | ф  | Чоловіки, дружини, коханці | Les maris, les femmes, les amants | Бруно                                     |
| 1987      | ф  | Топитися заборонено        | Noyade interdite                  | інспектор Лероє                           |
| 1990      | ф  | Відчиніть, поліція! 2      | Ripoux contre ripoux              | інспектор Гі Бріссон                      |
| 1991—2003 | с  | Нестор Бурма               | Nestor Burma                      | Нестор Бурма                              |
| 1996      | ф  | Небезпечна професія        | Le plus beau métier du monde      | Готьє, директор ліцею                     |
| 1996      | ф  | Безрозсудний Бомарше       | Beaumarchais l'insolent           | учасник суду                              |
| 1998      | тф | Фуга в ре-мінорі           | Fugue en ré                       | Лулу                                      |
| 2000      | тф | Сюїта в ре-мінорі          | Suite en ré                       | Лулу                                      |
| 2006      | ф  | Паризька історія           | Dans Paris                        | Мірко, батько                             |
| 2007      | ф  | Життя після нього          | Après lui                         | Франсуа                                   |
| 2009      | ф  | Сімейне дерево             | L'arbre et la forêt               | Фредерік Мюллер                           |
| 2011      | тф | Резиденція                 | La résidence                      | Франсіс Сард                              |
| 2013      | ф  | Дюна                       | La dune                           | Паоло                                     |
| 2014      | ф  | Наклеп                     | Calomnies                         | Гораціо                                   |
| 2014      | ф  | Мистецтво фуги             | L'art de la fugue                 | Франсіс                                   |

## Дискографія
- «Je cherche une femme» (березень 1969)
- «Guy Marchand chante Fragson» (січень 1970)
- «Guy Marchand» (липень 1979)
- «Le disque d'or de Guy Marchand» (1980 ?) збірка
- «Guy Marchand : 16 grands succès» (1982 ?) збірка
- «Master Serie: Guy Marchand» (1987) збірка
- «Claude Bolling & Guy Marchand» (1988)
- «Buenos Aires» (1995)
- «Marchand de rêves: Le meilleur de Guy Marchand» (квітень 1998) збірка
- «NostalGitan» (1998)
- «L'homme qui murmurait à l'oreille des femmes» (2000)
- «Demain j'arrête» (2002)
- «CD Story: Guy Marchand» (листопад 2003) збірка
- «Emilio» (квітень 2005)
- «Dernière vague» (жовтень 2006)
- «A Guy in blue» (травень 2008)
- «Aujourd'hui on s'taille» (лютий 2010)
- «Chansons de ma jeunesse» (вересень 2012/ Sony Music)

## Визнання
| Рік          | Категорія                     | Фільм                     | Результат |
| ------------ | ----------------------------- | ------------------------- | --------- |
| Премія Сезар |                               |                           |           |
| 1981         | Найкращий актор другого плану | Лулу                      | Номінація |
| 1982         | Найкращий актор другого плану | Під попереднім слідством  | Перемога  |
| 1984         | Найкращий актор другого плану | Кохання з першого погляду | Номінація |
| 1988         | Найкращий актор другого плану | Топитися заборонено       | Номінація |
| 2007         | Найкращий актор другого плану | Паризька історія          | Номінація |